# جرج پی. اسمیت
جرج پی. اسمیت (انگلیسی: George P. Smith؛ زادهٔ ۱۰ مارس ۱۹۴۱) زیست‌شیمی‌دان برنده جایزه نوبل اهل ایالات متحده آمریکا است. او استاد علوم زیستی دانشگاه میزوری است. او جایزه نوبل شیمی ۲۰۱۸ را به همراه گرگ وینتر و فرانسیس آرنولد به‌دست‌آورد.